# 채택
채택(菜澤)은 연나라 사람으로 고향에서 불우하게 살다가 진나라에 들어와 재상이 되어 출세한 인물이다.
채택은 공을 세운 후에는 물러나는 것이 최상의 도라고 재상인 범수를 설득하여 물러나게 한 후 재상이 되었다. 후에 그도 스스로 물러나 평안한 말년을 보냈다. 달도 차면 기운다는 월만즉휴(月滿則虧)의 유명한 말을 남겼다. ( 채택 was become a politican after persuading 범수 who was politican of jin country. After that he was also spending his with peacefully rest life.  and he anticipated proverb that even moon is collapsing after full 
( even moon is also resting after full)